# 1993年の日本シリーズ
1993年の日本シリーズ（1993ねんのにっぽんシリーズ、1993ねんのにほんシリーズ）は、1993年10月23日から11月1日まで行われたセ・リーグ優勝チームのヤクルトスワローズとパ・リーグ優勝チームの西武ライオンズによる第44回プロ野球日本選手権シリーズである。
平日デーゲームで試合が行われた日本シリーズは、現時点でこの年が最後になっている。

## 概要
野村克也監督率いるヤクルトスワローズと森祇晶監督率いる西武ライオンズの2年連続の対決となった1993年の日本シリーズは、ヤクルトが4勝3敗で勝利して15年ぶり2度目の日本一となり、森西武が遂に日本シリーズで敗れるという歴史的なものとなった。前年と同じ顔合わせで勝者と敗者が入れ替わった最初のシリーズである。
また、野村監督にとって監督として初めての日本一となった。野村監督は現役時代パ・リーグ一筋で、パ・リーグ一筋の選手が監督としてセ・リーグ球団を日本一にしたのは野村が初で以後出ておらず史上唯一である。
第4戦でヤクルトの中堅手・飯田哲也が安打の打球を処理し、二塁走者の笘篠誠治を本塁でタッチアウトにした返球は、日本シリーズ史上に残るビッグプレーである。

## 試合結果
| 日付                                      | 試合   | ビジター球団（先攻） | スコア   | ホーム球団（後攻） | 開催球場           |
| ----------------------------------------- | ------ | -------------------- | -------- | ------------------ | ------------------ |
| 10月23日（土）                            | 第1戦  | ヤクルトスワローズ   | 8 - 5    | 西武ライオンズ     | 西武ライオンズ球場 |
| 10月24日（日）                            | 第2戦  | ヤクルトスワローズ   | 5 - 2    | 西武ライオンズ     | 西武ライオンズ球場 |
| 10月25日（月）                            | 移動日 | 移動日               | 移動日   | 移動日             | 移動日             |
| 10月26日（火）                            | 第3戦  | 西武ライオンズ       | 7 - 2    | ヤクルトスワローズ | 明治神宮野球場     |
| 10月27日（水）                            | 第4戦  | 西武ライオンズ       | 0 - 1    | ヤクルトスワローズ | 明治神宮野球場     |
| 10月28日（木）                            | 第5戦  | 西武ライオンズ       | 7 - 2    | ヤクルトスワローズ | 明治神宮野球場     |
| 10月29日（金）                            | 移動日 | 移動日               | 移動日   | 移動日             | 移動日             |
| 10月30日（土）                            | 第6戦  | 雨天中止             | 雨天中止 | 雨天中止           | 西武ライオンズ球場 |
| 10月31日（日）                            | 第6戦  | ヤクルトスワローズ   | 2 - 4    | 西武ライオンズ     | 西武ライオンズ球場 |
| 11月1日（月）                             | 第7戦  | ヤクルトスワローズ   | 4 - 2    | 西武ライオンズ     | 西武ライオンズ球場 |
| 優勝：ヤクルトスワローズ（15年ぶり2回目） |        |                      |          |                    |                    |

### 第1戦
10月23日 西武 入場者31,785人
| ヤクルト | 3 | 1 | 1 | 0 | 1 | 0 | 2 | 0 | 0 | 8 |
| 西武     | 1 | 2 | 0 | 0 | 0 | 1 | 0 | 0 | 1 | 5 |

（ヤ）○荒木（1勝）、宮本、山田‐古田
（西）●工藤（1敗）、内山、鹿取、藤本‐伊東
【本塁打】
（ヤ）ハウエル1号3ラン（1回工藤）、池山1号ソロ（3回内山）
（西）伊東1号ソロ（6回荒木）、秋山1号ソロ（9回山田）
[審判]パ五十嵐（球）セ小林毅 パ前田 セ田中（塁）パ林 セ福井（外）
西武は工藤公康、ヤクルトは荒木大輔の先発。シーズン15勝3敗、防御率1位といった実績をかわれて起用された工藤だったが、監督の森は、工藤の投球がこのシリーズ最大の誤算と振り返っている。1回二死から古田敦也、広沢克己に連続四球を与えた後、5番ジャック・ハウエルの3ラン本塁打でいきなり3点を失い、2回も3四球で一死満塁となったところで降板となった。代わった内山智之から古田の適時打で、さらに1点を追加した。
一方の西武も、1回に清原和博の適時打で1点。2回には2つの相手失策も絡めて2点を返した。しかしヤクルトは4-3で迎えた3回、池山のソロ本塁打、5回にも池山の適時打で1点ずつ加えた。
この後、西武は6回に伊東勤のソロ本塁打、9回に秋山幸二のソロ本塁打の計2点、ヤクルトは7回、レックス・ハドラー、飯田哲也の連続タイムリー二塁打の2点を奪い、結局、得点でリードし続けたヤクルトが先勝した。
公式記録関係（日本野球機構ページ）

### 第2戦
10月24日 西武 入場者32,169人
| ヤクルト | 1 | 0 | 3 | 1 | 0 | 0 | 0 | 0 | 0 | 5 |
| 西武     | 2 | 0 | 0 | 0 | 0 | 0 | 0 | 0 | 0 | 2 |

（ヤ）○西村（1勝）、宮本、S高津（1S）‐古田
（西）●郭（1敗）、新谷‐伊東、中尾
[審判]セ福井（球）パ林 セ小林毅 パ前田（塁）セ友寄 パ村越（外）
西武は郭泰源、ヤクルトは西村龍次の先発。初回、ヤクルトが1点を先制。その裏西武は3安打3四球で2点を挙げ逆転したが、3回、ヤクルトは4連打を集中して再逆転、郭も第1戦の工藤同様早い回で降板した。監督の森は、先発投手が早い回で降板するようでは、「サンフレッチェ」と称した救援投手陣につなぐ勝ちパターンに持ち込めず、当時の打線ではひっくり返すのも困難だったと振り返っている。
8回からヤクルトは本シリーズ初登板の高津臣吾を投入。高津は本年のパ・リーグ首位打者の辻発彦のヒット1本のみに抑えてセーブをあげ、ヤクルトが連勝した。
公式記録関係（日本野球機構ページ）

### 第3戦
10月26日 神宮 入場者30,147人
- 始球式：中井美穂（フジテレビプロ野球ニュース司会）

| 西武     | 0 | 0 | 6 | 0 | 1 | 0 | 0 | 0 | 0 | 7 |
| ヤクルト | 0 | 0 | 0 | 1 | 0 | 0 | 0 | 1 | 0 | 2 |

（西）○渡辺久（1勝）、潮崎‐伊東
（ヤ）●伊東（1敗）、金沢、石井‐古田
【本塁打】
（西）田辺1号3ラン（3回伊東）、秋山2号ソロ（5回金沢）
[審判]パ村越（球）セ友寄 パ林 セ小林毅（塁）パ五十嵐 セ田中（外）
ヤクルトが伊東昭光、西武が渡辺久信の先発。西武は3回に、先頭打者の投手・渡辺の二塁打をはじめに、石毛、清原の適時打、田辺徳雄の3ラン本塁打など、打者10人を送る攻撃で6点を先取した。渡辺久は7回まで1失点の好投。8回、飯田に犠牲フライを浴び、続く荒井幸雄に四球を与えたところで潮崎哲也にスイッチ、潮崎が後続を断って西武が1勝を返した。
渡辺久は1986年第6戦から続く連勝を6に伸ばし、稲尾和久が持っていたシリーズ連勝記録を更新した。
公式記録関係（日本野球機構ページ）

### 第4戦
10月27日 神宮 入場者33,882人
| 西武     | 0 | 0 | 0 | 0 | 0 | 0 | 0 | 0 | 0 | 0 |
| ヤクルト | 0 | 0 | 0 | 1 | 0 | 0 | 0 | 0 | X | 1 |

（西）●石井丈（1敗）、鹿取、杉山、潮崎‐伊東
（ヤ）○川崎（1勝）、S高津（2S）‐古田
[審判]セ田中（球）パ五十嵐 セ友寄 パ林（塁）セ福井 パ前田（外）
ヤクルトは川崎憲次郎、西武は石井丈裕の先発。
西武監督の森は、後年の自著で、石井丈にこの年は四球で崩れるパターンが多かったがこの試合では好投したこと、4回に、ヤクルトが一死満塁から池山の右翼犠牲フライで1点を先制した場面を挙げて「（「ブンブン丸と言われた」）池山の成長は、野村監督の考える野球がいかにナインに浸透しているかを物語っていた」などと手強い印象を受けたことを振り返っている。
西武はこの年の"サンフレッチェ"と呼ばれた救援トリオの鹿取義隆、杉山賢人、潮崎を投入、ヤクルトの追加点を許さなかったが、打線が川崎の前に無得点で、8回に、二死一,二塁の場面で鈴木健が中前打を放つが、前進守備していた中堅手飯田のバックホームで二塁走者笘篠誠治が刺されて得点ならず。
ヤクルトは、9回は高津を投入して継投による零封勝ち、3勝1敗で前年の雪辱に王手をかけた。
公式記録関係（日本野球機構ページ）

### 第5戦
10月28日 神宮 入場者35,208人
| 西武     | 0 | 1 | 0 | 0 | 0 | 0 | 1 | 0 | 5 | 7 |
| ヤクルト | 0 | 0 | 0 | 0 | 0 | 0 | 0 | 1 | 1 | 2 |

（西）工藤、○鹿取（1勝）、杉山、S潮崎（1S）‐伊東
（ヤ）●宮本（1敗）、伊東、金沢、山田‐古田
【本塁打】
（西）清原1号ソロ（2回宮本）、鈴木健1号満塁（9回山田）
（ヤ）荒井1号ソロ（9回潮崎）
[審判]パ前田（球）セ福井 パ五十嵐 セ友寄（塁）パ村越 セ小林毅（外）
ヤクルトが宮本賢治、西武が工藤の先発。2回、清原のソロ本塁打で西武が先制。工藤の状態について森監督はよくないと判断し、5回二死満塁で打者・古田を迎えたところで、工藤を降板させた（工藤はあとアウト1つで勝利投手の権利が得られた。勝利投手#規則参照）。救援登板の鹿取が古田を三振に仕留め、ピンチを切り抜けた。西武は7回、二死二塁から伊東のタイムリー二塁打で追加点。8回裏、ヤクルト先頭の飯田が内野安打で出塁し、つづく笘篠に代打秦真司が告げられたところで、西武は3番手杉山にスイッチ。ヤクルトも代打の代打角富士夫を送り込んだが空振り三振。するとすぐに西武は4番手潮崎を投入。西武自慢のサンフレッチェが第4戦に続いて揃い踏みした。潮崎は古田・広沢克に連打を許し1点を失うも、ハウエル・池山を抑えてリードを守る。9回、西武は2つの四球と9番潮崎の三塁強襲安打でつくった二死満塁のチャンスで辻の適時打で1点を追加。さらに代打鈴木健の満塁本塁打で4点を追加した。
公式記録関係（日本野球機構ページ）

### 第6戦
10月31日 西武 入場者32,020人
| ヤクルト | 0 | 0 | 0 | 0 | 0 | 0 | 0 | 1 | 1 | 2 |
| 西武     | 0 | 0 | 0 | 4 | 0 | 0 | 0 | 0 | X | 4 |

（ヤ）●西村（1勝1敗）、金沢‐古田
（西）○郭（1勝1敗）、鹿取、杉山、S潮崎（2S）‐伊東
【本塁打】
（西）秋山3号満塁（4回西村）
[審判]セ小林毅（球）パ村越 セ福井 パ五十嵐（塁）セ田中 パ林（外）
第6戦は10月30日に予定されていたが、雨天中止となり31日に行われた（公式記録参照）。
第2戦とおなじ郭、西村の顔合わせとなった。3回まで無安打に抑えていた西村だったが、4回に一死から石毛、清原の連続安打、鈴木健の四球で満塁となったところで、秋山の満塁本塁打で4点を失った。この4回を除くと西武は5回の1安打だけに抑えられており、ワンチャンスをものにした形となった。守っては郭が6回を3安打無失点に抑える好投を見せ、7回からは鹿取、杉山、潮崎のサンフレッチェが登場。鹿取と杉山が1失点ずつしたものの西武が逃げ切り、連勝で対戦成績を五分に戻した。シリーズは3年連続で最終戦にもつれ込んだ。
森は後年の自著で、「サンフレッチェ」の継投でしのいだことは「やっとライオンズらしい展開になってきたな」と思った一方で、「偶発的な」本塁打でしか得点できないことをチームの曲がり角と感じたと振り返っている。
公式記録関係（日本野球機構ページ）

### 第7戦
11月1日 西武 入場者32,028人
| ヤクルト | 3 | 0 | 0 | 0 | 0 | 0 | 0 | 1 | 0 | 4 |
| 西武     | 2 | 0 | 0 | 0 | 0 | 0 | 0 | 0 | 0 | 2 |

（ヤ）○川崎（2勝）、S高津（3S）‐古田
（西）●渡辺久（1勝1敗）、工藤、石井丈、潮崎‐伊東
【本塁打】
（ヤ）広沢克1号3ラン（1回渡辺久）
（西）清原2号2ラン（1回川崎）
[審判]パ林（球）セ田中 パ村越 セ福井（塁）パ前田 セ友寄（外）
西武は渡辺久、ヤクルトは川崎の先発。初回から試合が動いた。まずヤクルトがヒットとエラーで一死一,三塁としたところで広沢克の3ラン本塁打で先制。その裏の西武は、四球で出塁した辻を山野和明が送り、石毛が倒れた後、清原の2号2ラン本塁打で2点を返した。この、3ランと2ランの違いによる1点差の重みについて、森監督は「第7戦は1回の攻防で決まった」と振り返っている。
ヤクルトは8回に1点を追加し、8回から登板の高津が無失点に抑えて、このシリーズ3セーブ目（日本シリーズ新記録）をあげるとともに、シリーズ制覇となった。
公式記録関係（日本野球機構ページ）

## 表彰選手
- 最高殊勲選手賞：川崎憲次郎（ヤ）
- 敢闘賞：清原和博（西）
- 優秀選手賞：飯田哲也（ヤ）、高津臣吾（ヤ）、潮崎哲也（西）

## テレビ・ラジオ中継

### テレビ中継
- 第1戦：10月23日
  - テレビ朝日　実況：朝岡聡　解説：大下剛史、東尾修　ゲスト解説：大沢啓二（日本ハム監督）、オレステス・デストラーデ
  - NHK衛星第1テレビ（中継録画）　解説：村田兆治　ゲスト解説：初芝清（ロッテ）
- 第2戦：10月24日
  - TBSテレビ　実況：石川顕　解説：張本勲、田淵幸一　ゲスト：福島敦子
  - NHK衛星第1テレビ（中継録画）　実況：佐塚元章　解説：川上哲治　ゲスト解説：長谷川滋利（オリックス）
- 第3戦：10月26日
  - フジテレビ　実況：松倉悦郎　解説：平松政次、谷沢健一、達川光男

放送時間:12:30 - 15:25
  - NHK衛星第1テレビ（中継録画）　
    - 実況：松本一路　解説：藤田元司　ゲスト解説：山本和範（ダイエー）
- 第4戦：10月27日
  - フジテレビ　実況：福井謙二　解説：関根潤三、豊田泰光、江本孟紀
  - NHK衛星第1テレビ（中継録画）　 実況：斉藤洋一郎　解説：山田久志　ゲスト解説：田村藤夫（日本ハム）
- 第5戦：10月28日
  - テレビ朝日　実況：朝岡聡　解説：大下剛史、東尾修　ゲスト解説：大沢啓二

第5戦も試合開始が12時30分だったため、『ザ・ニュースキャスター』は正午までの放送となり、正午から30分間事前番組を放送した。
  - NHK衛星第1テレビ（中継録画）

実況：高山典久　解説：広岡達朗　ゲスト解説：松永浩美（阪神）
- 第6戦：10月31日
  - テレビ朝日　実況：朝岡聡　解説：大下剛史、東尾修
  - NHK衛星第1テレビ（中継録画）
  - 実況：工藤三郎　解説：川上哲治　ゲスト解説：柴田保光（日本ハム）
- 第7戦：11月1日
  - TBSテレビ　
    - 実況：椎野茂　解説：衣笠祥雄、有藤道世、定岡正二
    - リポーター:佐古忠彦（西武サイド）、林正浩（ヤクルトサイド、共同インタビュー兼任）

  - NHK衛星第1テレビ（中継録画）　実況：高山典久　解説：藤田元司、山田久志

※関東地区での視聴率は（ビデオリサーチ調べ）、第1戦（テレビ朝日系）は17.3%。第2戦（TBS系）は20.9%。 第3戦（フジテレビ系）は9.6%。 第4戦（フジテレビ系）は13.4%。 第5戦（テレビ朝日系）は13.2%。第6戦（テレビ朝日系）は21.4%。第7戦（TBS系）は17.0%だった。

### ラジオ中継
- 第1戦：10月23日
  - NHKラジオ第1　実況：松本一路　解説：広岡達朗　ゲスト解説：野田浩司（オリックス）
  - TBSラジオ（JRN）　解説：田淵幸一　ゲスト解説：牛島和彦（ロッテを同年引退）
  - 文化放送（NRN）　解説：別所毅彦　ゲスト解説：広瀬哲朗（日本ハム）
  - ニッポン放送　実況：栗村智　解説：関根潤三　ゲスト解説：落合博満（中日）
  - NACK5　実況：坂信一郎
- 第2戦：10月24日
  - NHKラジオ第1　実況：朝妻基祐　解説：鶴岡一人　ゲスト解説：牛島和彦
  - TBSラジオ（JRN）　解説：有藤道世　ゲスト解説：大沢啓二
  - 文化放送　解説：豊田泰光、松沼雅之
  - ニッポン放送（NRN）　実況：胡口和雄　解説：江本孟紀　ゲスト解説：落合博満
  - NACK5　実況：矢野吉彦
- 第3戦：10月26日
  - NHKラジオ第1　実況：佐塚元章　解説：村田兆治　ゲスト解説：大石大二郎（近鉄）
  - TBSラジオ（JRN）　解説：近藤貞雄、張本勲
  - 文化放送（NRN）　解説：仰木彬、東尾修
  - ニッポン放送　実況：山田透　解説：松沼博久　ゲスト解説：落合博満　ゲスト：中井美穂（フジテレビ）
  - ラジオ日本　解説：高橋慶彦
  - NACK5　実況：長谷川太（文化放送）
- 第4戦：10月27日
  - NHKラジオ第1　実況：道谷眞平　解説：川上哲治　ゲスト解説：星野伸之（オリックス）
  - TBSラジオ（JRN）　解説：定岡正二　ゲスト解説：大沢啓二
  - 文化放送　解説：松原誠　ゲスト解説：伊良部秀輝（ロッテ）
  - ニッポン放送（NRN）　実況：栗村智　解説：平松政次　ゲスト解説：長嶋茂雄（巨人監督）、落合博満
  - ラジオ日本　解説：中村稔
  - NACK5　実況：坂信一郎
- 第5戦：10月28日
  - NHKラジオ第1　実況：松本一路　解説：山田久志　ゲスト解説：広瀬哲朗
  - TBSラジオ（JRN）　解説：遠藤一彦、衣笠祥雄
  - 文化放送（NRN）　解説：山崎裕之　ゲスト解説：田村藤夫
  - ニッポン放送　実況：胡口和雄　解説：関根潤三　ゲスト解説：落合博満
  - ラジオ日本　解説：新浦壽夫
  - NACK5　実況：矢野吉彦
- 第6戦：10月31日
  - NHKラジオ第1　実況：斎藤洋一郎　解説：藤田元司　ゲスト解説：佐々木主浩（横浜）
  - TBSラジオ（JRN）　解説：田淵幸一　ゲスト解説：大沢啓二
  - 文化放送　実況：戸谷真人　解説：豊田泰光、松原誠
  - ニッポン放送（NRN）　実況：松本秀夫　解説：江本孟紀　ゲスト解説：長嶋茂雄
  - NACK5
- 第7戦：11月1日
  - NHKラジオ第1　実況：佐塚元章　解説：川上哲治　ゲスト解説：吉永幸一郎（ダイエー）
  - TBSラジオ（JRN）　解説：田淵幸一、栗山英樹
  - 文化放送（NRN）　実況：中田秀作　 解説：山崎裕之、東尾修
  - ニッポン放送　実況：深山計　解説：関根潤三
  - ラジオ日本　解説：関本四十四
  - NACK5　実況：矢野吉彦